# Уиндъм (окръг, Вермонт)
Окръг Уиндъм (на английски: Windham County) е окръг в щата Върмонт, Съединени американски щати. Площта му е 2067 km², а населението – 43 145 души (2016). Административен център е град Нюфейн.